# Jacques Barzun
Jacques Martin Barzun (Créteil,  França, 30 de novembre de 1907 - San Antonio, Estats Units, 25 d'octubre de 2012) va ser un escriptor, filòsof i historiador d'idees i de la  cultura nord-americana nascut a França.

## Trajectòria
Al llarg de set dècades, Barzun ha escrit i editat més de quaranta llibres tocant un espectre inusualment ampli de temes, els quals inclouen la ciència i la medicina, la psiquiatria des Robert Burton als mètodes moderns de William James, l'art i la música clàssica, sent una de les majors autoritats sobre Hector Berlioz. Alguns dels seus llibres, com ara Teacher in America i The House of Intellect, van ser molt llegits per lectors no erudits i han influït el debat sobre la cultura i l'educació molt més enllà de l'àmbit de la història acadèmica. Barzun té un gran interès en les eines i la mecànica de l'escriptura i la investigació. Barzun es va dedicar a completar, a la mort de l'escriptor Follett, a partir d'un manuscrit que les seves dues terceres parts eren només un primer esborrany, ia editar (amb ajuda de sis persones), la primera edició (publicada el 1966) de Follett s Modern American Usage. Barzun també és l'autor de llibres sobre estil literari (Simple and Direct, 1975), sobre les arts del procés d'edició. (On Writing, Editing, and Publishing, 1971), i sobre mètodes d'investigació en història i altres humanitats (The Modern Researcher).

Barzun no menysprea la cultura popular: els seus variats interessos inclouen ficció detectivesca i beisbol. Va editar i escriure la introducció a l'antologia publicada el 1961, Els Plaers de la Detecció, que inclou relats de G. K. Chesterton, Dorothy L. Sayers, Rex Stout, entre d'altres. El 1971, Barzun co-va escriure (juntament amb Wendell Hertig Taylor), A Catalogue of Crime: Guia del lector a la Literatura de Misteri, Detecció i Gèneres relacionats, pel qual els va ser atorgat el Special Edgar Award de la Mystery Writers of America 2 Barzun és un impulsor del crític de teatre James Agate, especialment famós per les seves diaris personals, a qui va comparar pels seus èxits amb Pepys.3 Barzun editar els últims dos diaris de Agate en una nova edició que es va publicar el 1951 i va escriure un assaig informatiu introductori, "Agate i els seus nou Egos".
Jacques Barzun continuar escrivint sobre educació i història cultural fins que es va retirar de Columbia. A l'edat de 84 anys, va començar a escriure el seu cant del cigne, al qual va dedicar bona part de la dècada de 1990. El resultat va ser un llibre de més de 800 pàgines titulat, From Dawn to Decadence: 500 Years of Western Cultural Life, 1500 to the Present, en el qual revela una vasta erudició i una ment brillant no opacada per la seva edat avançada. Historiadors, crítics literaris, i comentaristes populars han aclamat From Dawn to Decadence com una revisió àmplia i poderosa de la història occidental moderna, el llibre va aconseguir la llista dels supervendes del New York Times. El llibre introdueix diversos nous ginys tipogràfics que ajuden a disposar un sistema de referències creuades i ajuden a mantenir diverses línies de pensament en el llibre sota control.
Moltes de les pàgines inclouen una cita al marge-en general no gaire coneguda, i sovint sorprenent i humorística, d'algun autor o figura històrica. El 2007, Barzun va dir que "La vellesa és com aprendre una nova professió. I certament no una que un hagi triat.